# جیووانی گوچیونه
جیووانی گوچیونه (انگلیسی: Giovanni Goccione؛ ???? – ۶ دسامبر ۱۹۵۲) بازیکن فوتبال اهل ایتالیا بود.
از باشگاه‌هایی که در آن بازی کرده‌است می‌توان به باشگاه فوتبال یوونتوس اشاره کرد.